# Robert Cook (pływak)
Robert James Cook (ur. 11 sierpnia 1932) – bermudzki pływak, dwukrotny olimpijczyk.
Cook jako piętnastolatek wziął udział w odbywających się w Londynie Letnich Igrzyskach Olimpijskich 1948. Z czasem 5:37,9 min odpadł w rundzie eliminacyjnej na 400 m stylem dowolnym (był szósty w pierwszym z wyścigów, wyprzedził w nim tylko Jacka Hakima z Egiptu). Wystąpił też w sztafecie kraulowej 4 × 200 m, jednak bermudzka drużyna została zdyskwalifikowana.
Cztery lata później wystartował na igrzyskach w Helsinkach. Płynął na 100, 400 i 1500 m stylem dowolnym. We wszystkich konkurencjach odpadł w pierwszej rundzie. Na najdłuższym z dystansów był przedostatni w swoim wyścigu (20:59,6 min), a w pozostałych dwóch ostatni (1:04,1 min na 100 i 5:15,4 min na 400 m kraulem).